# Justin James
Justin Taylor James (Port St. Lucie, 24 gennaio 1997) è un cestista statunitense.

## Carriera
È stato selezionato dai Sacramento Kings al secondo giro del Draft NBA 2019 (40ª scelta assoluta).

## Palmarès

### Squadra
- College Basketball Invitational: 1

University of Wyoming: 2017

### Individuale
- College Basketball Invitational MVP: 1

University of Wyoming: 2017